# Lahodiv, Peremîșleanî
Lahodiv (în ucraineană Лагодів) este o comună în raionul Peremîșleanî, regiunea Liov, Ucraina, formată numai din satul de reședință.

## Demografie
Componența lingvistică a comunei Lahodiv
     Ucraineană (99,87%)
Conform recensământului din 2001, majoritatea populației comunei Lahodiv era vorbitoare de ucraineană (99,87%), existând în minoritate și vorbitori de alte limbi.